# Puellina innominata
Puellina innominata är en mossdjursart som först beskrevs av John Nathaniel Couch 1844.  Puellina innominata ingår i släktet Puellina och familjen Cribrilinidae. Inga underarter finns listade i Catalogue of Life.